# Canadian Airways Congo
Canadian Airways Congo is een luchtvaartmaatschappij in Congo-Brazzaville met haar thuisbasis in Brazzaville.

## Geschiedenis
Canadian Airways Congo is opgericht in 2004.

## Vloot
De vloot van Canadian Airways Congo bestaat uit:(juli 2016)
- 1 McDonnell Douglas MD-82